# Wintersun (album)
Wintersun - debiutancki album fińskiego zespołu Wintersun. Muzyka i tekst zostały napisane w całości przez Jariego Mäenpää. Do utworu Beyond the Dark Sun powstał teledysk. Okładkę albumu stworzył Kristian Wåhlin.

## Spis utworów
1. "Beyond the Dark Sun" – 2:38 (1998)
2. "Winter Madness" – 5:08 (2002)
3. "Sleeping Stars" – 5:41 (1995-2003)
4. "Battle Against Time" – 7:03 (2002-2003)
5. "Death and the Healing" – 7:13 (1996)
6. "Starchild" – 7:54 (2000-2003)
7. "Beautiful Death" – 8:16 (2003)
8. "Sadness and Hate" – 10:16 (1996)

(W nawiasach podano czas napisania poszczególnych utworów.)

### Dodatkowe utwory na wydaniujapońskim
1. "Winter Madness" (wersja demo) − 6:00
2. "Beyond the Dark Sun" (wersja demo) − 2:43
3. "Death and the Healing" (wersja demo) − 6:46

## Muzycy
- Jari Mäenpää − śpiew, gitara elektryczna, gitara basowa, instrumenty klawiszowe
- Kai Hahto − perkusja